# مصوبه حضانت اطفال ۱۸۳۹
مصوبه حضانت اطفال ۱۸۳۹ (انگلیسی: Custody of Infants Act 1839) یکی از مصوبات مجلس بریتانیا بود که تحت آرای اصلاح‌طلبانه کرولاین نورتون تصویب شد. نورتون که خود سابقهٔ ازدواجی ناموفق با اشراف‌زاده‌ای خشن به نام جرج چپل نورتون را داشت، رساله‌ای چاپ کرد که بر حق طبیعی مادران بر حضانت فرزندانشان تأکید داشت. دعوای حقوقی کرولاین و همسر سابقش غوغایی در مطبوعات و بین عوام بر پا کرده بود و این رساله بین نمایندگان مجلس طرفدارانی پیدا کرد، چرا که نیاز به اصلاح قوانین حضانت اطفال پیش از ۱۸۳۹ هم محل مساعی مجلس بود. پیش از تصویب این مصوبه، قانون در صورت طلاق حقی برای مادران بر فرزندانشان قائل نبود. به دلیل کارزار سرسختانهٔ نورتون، مجلس مصوبهٔ حضانت اطفال ۱۸۳۹ را تصویب کرد که بسیاری از آرای نورتون را شامل می‌شد. دو نسخه اولیهٔ این قانون در مجلس عوام و مجلس لردها رأی نیاورد، ولی نسخهٔ سوم در ۲۵ آوریل ۱۸۳۹ تصویب شد و در ۱۷ اوت به امضای ملکه رسید. در پی این مصوبه قاضیان می‌توانستند پس از طلاق حق حضانت اطفال تا سن هفت سال را به مادر بسپرند و دسترسی و ملاقات کودکان بالاتر از هفت سال هم تضمین کنند. این امر منجر به ایجاد دکترین جدیدی در حضانت کودکان شد که به دکترین سال‌های حساس موسوم است. این دکترین به علت نفوذ امپراتوری بریتانیا در بسیاری از نقاط جهان گسترش یافت و تا پایان قرن بیستم در بیشتر مناطق آمریکا و اروپا پذیرفته شده بود. این مصوبه از جرقه‌های اولین موج فمینیسم دانسته می‌شود که تمرکز اصلی آن بر حقوق برابر برای زنان و مردان در قراردادهای قانونی، ازدواج، حضانت و مالکیت بود.
این قانون بعدها با مصوبه حضانت اطفال ۱۸۷۳ جایگزین شد. مصوبه حضانت اطفال ۱۸۷۳ به جای «حق والدین» بر نیازهای کودک تأکید داشت و به مادران اجازه داد که از دادگاه درخواست حضانت کودکان زیر ۱۶ سال را بکنند.